# Delegazione apostolica nella Penisola Arabica
La delegazione apostolica nella Penisola Arabica è una rappresentanza della Santa Sede presso le Chiese locali dell'Arabia.

## Giurisdizione
La delegazione apostolica estende la sua giurisdizione sull'Arabia Saudita, unico Stato della regione a non intrattenere relazioni diplomatiche bilaterali con la Santa Sede: il delegato apostolico, infatti, è rappresentante pontificio solo presso le Chiese locali, non presso i governi. I cristiani sauditi sono formalmente nel territorio del vicariato apostolico dell'Arabia settentrionale, ma è loro impedito di praticare il culto.
Dal 22 luglio 2024 il delegato apostolico è Christophe Zakhia El-Kassis, arcivescovo titolare di Roselle, il quale è anche nunzio apostolico negli Emirati Arabi Uniti e nello Yemen e risiede ad Abu Dhabi.

## Storia
Il 3 luglio 1969, con la bolla Sollicitudo omnium di papa Paolo VI, fu eretta la «Delegazione apostolica della Regione del Mar Rosso» con residenza a Khartoum e con giurisdizione sulla Somalia, il Sudan, Gibuti e la parte meridionale della penisola arabica. La parte settentrionale, invece, faceva riferimento alla nunziatura apostolica in Kuwait, che era stata stabilita l'8 febbraio dello stesso anno. Poco dopo, nel 1972 fu stabilita una nunziatura in Sudan.
Il 26 marzo 1992, con il breve apostolico Suo iam pridem di papa Giovanni Paolo II, la Somalia e Gibuti furono eretti in delegazioni apostoliche autonome e la giurisdizione della delegazione del Mar Rosso fu estesa a tutta la penisola arabica e le isole circostanti, ad eccezione del Kuwait, e contestualmente assunse il nome attuale; la residenza fu posta in Kuwait, il cui nunzio apostolico svolgeva anche le funzioni di delegato in Arabia.
Negli anni successivi vari Paesi dell'area hanno stretto relazioni con la Santa Sede: Yemen il 13 ottobre 1998; Bahrein il 12 gennaio 2000; Qatar il 18 novembre 2002; Emirati Arabi Uniti il 31 maggio 2007; Oman il 23 febbraio 2023. Pertanto oggi la giurisdizione della delegazione è ridotta solo all'Arabia Saudita.

## Lista dei delegati apostolici

### Delegati apostolici nella Regione del Mar Rosso
- Ubaldo Calabresi † (3 luglio 1969 - 5 gennaio 1978 nominato nunzio apostolico in Venezuela)
- Giovanni Moretti † (13 marzo 1978 - 10 luglio 1984 nominato pro-nunzio apostolico in Egitto)
- Luis Robles Díaz † (16 febbraio 1985 - 13 marzo 1990 nominato pro-nunzio apostolico in Uganda)
- Erwin Josef Ender † (15 marzo 1990 - 26 marzo 1992 nominato delegato apostolico in Somalia)

### Delegati apostolici nella Penisola Arabica
- Pablo Puente Buces † (25 maggio 1993 - 31 luglio 1997 nominato nunzio apostolico in Gran Bretagna)
- Antonio Maria Vegliò (2 ottobre 1997 - 13 dicembre 1999 dimesso)
- Giuseppe De Andrea † (28 giugno 2001 - 27 agosto 2005 ritirato)
- Paul-Mounged El-Hachem † (27 agosto 2005 - 2 dicembre 2009 ritirato)
- Petar Rajič (2 dicembre 2009 - 15 giugno 2015 nominato nunzio apostolico in Angola e a São Tomé e Príncipe)
- Francisco Montecillo Padilla (5 aprile 2016 - 17 aprile 2020 nominato nunzio apostolico in Guatemala)
- Christophe Zakhia El-Kassis, dal 22 luglio 2024